# 臥底神鷹
《臥底神鷹》（Total Overdose）是一套結合了動作、射擊和駕駛的電子遊戲，由DeadlineGames公司開發，Sci Entertainment和Eidos負責發行，於2005年推出Xbox、PlayStation 2及Windows版。

## 遊戲介紹

### 特色
遊戲裡的玩法雖然與江湖本色相似，而且同樣擁有子彈時間，但最大的不同是特殊動作，除了空中躍起射擊(SHOOT DODGE)之外還有多達60多種的特殊動作。
除此之外遊戲還添加如同俠盜獵車手的支線任務，與它不同的是，前者是以達成指定任務為宗旨，而後者不僅要完成要完成指定任務，還要累積到一定的分數。

遊戲的存檔機制是儲存點存檔，但是為了不讓玩家的耐性消磨掉，遊戲還特地準備了"倒轉"技能，當玩家在一個地方被擊斃，這時不用重新載入，用此技能即可，但最多只能收集與使用9次。
駕車方面與俠盜獵車手的不同的除了沒有機車之外，還有兩點不同，一個是不會趕人下車，另外一個就是可以跳車當炸彈摧毀目標。

### 特殊動作

#### 基本動作
- SHOOT DODGE：空中躍起射擊，遊戲的基本動作，與江湖本色相同，但可以做許多延伸動作。
- WALL WALK KILL[1]：登牆躍起射擊，只要側對牆時使用躍起射擊。
- WALL BOUNCE KILL：反踢牆躍起射擊，只要面對牆時使用躍起射擊。
- REVERSE SHOOT DODGE：反向空中躍起射擊，指連按空中躍起射擊兩次即可。
- FLY ON THE WALL：WALL WALK KILL的延伸動作,只要使出登牆射擊後瞄準目標頭部幾可完成此動作。

#### 瘋狂動作
瘋狂動作(Loco Move)有7個，這些動作可以幫助玩家突破重圍，但這並不是隨處就能收集到，必須要在主線或支線任中達到一定的分數才能獲得，也是跟"倒轉"一樣收集與使用9次。
- Golden Gun：黃金槍，使用這個動作玩家就會拿一把黃金槍，4顆子彈，槍槍斃命，但是這對首領無效。
- Tornado：龍捲風，當四周都是敵人的時候，這個動作會是最佳選擇。使用此動作玩家會拿出兩把機關槍360度掃射，使用之前會大喊：「Huracán Ramírez」。
- El Toro：狂牛衝撞，使用此動作玩家會向西班牛鬥牛一般瘋狂衝刺，凡被撞到的敵人都會一擊斃命。
- El Mariachi：吉他機關槍，如同電影英雄不回頭，使用此動作，玩家可以獲得兩把吉他箱機關槍，彈藥無限，可以瘋狂掃射長達12秒。
- Sombrero of Death：死亡草帽，使用此動作，玩家可獲得街頭暴力(Day of Dead)的骷髏裝的榴彈砲支援。
- Explosive Piñata
- Mad Wrestler/Mysterioso

### 劇情
故事描寫一名美國緝毒局的探員Ernesto Cruz在一次任務中，遭人設計從飛機高空推下身亡，並偽裝成注射毒品過多而死，為了找出兇手，兒子Ramiro Cruze立刻南下前往墨西哥調查，不料在一次任務中，因為加油站爆炸導致右腿炸傷，兩個星期後，他派他的雙胞胎弟弟Tommy去調查。

## 評價
GameSpot給予6.7分(滿分10分)的評價，他們認為這部遊戲值得讚賞的地方是
- 自由度很高
- 逼近"瘋子"的特殊動作
- 高潮迭起的背景音樂

但缺點卻是
- 主線任務的故事走向太死板
- 許多任務不論是主線還是支線任務，重複性都太高
- 圖形不吸引人
- bug太多
- 雖然武器種類很多，武器彈藥還是不夠

## 外部連結
- 遊戲官網
- 莫比游戏上的《Total Overdose: A Gunslinger's Tale in Mexico》（英文）
- Fandom上的更多相关：Total Overdose